# تينوم
تينوم ( (بالملايوية: Pekan Tenom)‏ ) هي عاصمة منطقة تينوم في القسم الداخلي في مدينة صباح بماليزيا . قُدر عدد سكانها بحوالي 5,148 في عام 2010. تقع على بعد حوالي 176 كم جنوب كوتا كينابالو و 128 كم شمال لونغ باسيا، وهي واحدة من مناطق الجذب الشهيرة في صباح. في الأيام الأولى للحكم الاستعماري البريطاني في ماليزيا، كانت المدينة تسمى فورت بيرش. تعتبر البلدة العاصمة غير الرسمية لمجتمع موروت، الذي يقام في المدينة المهرجان الأكثر أهمية، وهو مهرجان كاليماران السنوي (مهرجان كاليماران). كما أنها البوابة الرئيسية لمناطق أخرى داخل قلب موروت وأقلية Lundayeh .

## الاقتصاد

### الزراعة
جعلت الأراضي الخصبة في تينوم والمنطقة المحيطة بها منطقة زراعية في المقام الأول. المحاصيل الزراعية الرئيسية في المنطقة هي المطاط بينما أصبح فول الصويا والذرة والخضروات والكاكاو والبن المساهم الثاني في اقتصاد تينوم.

### قهوة
قهوة تينوم هي مشروب قهوة متخصص شهير نشأ في تينوم . من بين أكبر منتجي قهوة تينوم هي Yit Foh Tenom Coffee ومصنع قهوة Tong Fah و Fatt Choi Tenom Coffee.
يتم صنع قهوة تينوم من بن قصبي . تتم معالجة حبة البن باستخدام الحطب التقليدي وطرق دوران الأسطوانة التي تم اتباعها لما يقرب من 50 عامًا دون إضافة أي مكونات أو ألوان اصطناعية.

#### التاريخ
في الأصل، بدأت زراعة القهوة في مدينة صباح أثناء إدارة شمال بورنيو البريطانية ، ولكنها ركزت فقط في منطقة الساحل الشرقي على محمية الغابات بالقرب من مناطق المنغروف. ومع ذلك، بسبب تفشي المرض، تم التخلي عنها في عام 1910. منذ ذلك الحين، تركز إنتاج القهوة في منطقة الساحل الغربي. لقت تينوم الاهتمام عندما أنشأت شركة شمال بورنيو البريطانية (BNBCC) البن والمزارع الأخرى في المنطقة. لنقل الموارد إلى المدن الرئيسية، تم بناء خط سكة حديد من ميلالاب إلى جيسيلتون (الآن كوتا كينابالو ) من قبل البريطانيين في أواخر تسعينيات القرن التاسع عشر. لزيادة إنتاج القهوة، تم إحضار العديد من العمال من الصين ، معظمهم من أصل هاكا والكانتونية إلى تينوم من قبل البريطانيين كقوى عاملة محلية. اليوم، تينوم معروفة على نطاق واسع كموقع زراعي مع إنتاج كبير للقهوة وقد أطلق عليها اسم «عاصمة قهوة الصباح». إلى جانب الكاكاو وحقل الأرز ومحاصيل الفاكهة، تعد القهوة ثاني أكبر مساهم في اقتصاد تينوم الزراعي بعد المطاط . نظرًا للطلب الكبير من الدول الأخرى منذ عام 2010 ، بدأت الحكومة في المساعدة على معالجة النقص في إمدادات القهوة الخام في تينوم.

### السياحة
من بين مناطق الجذب السياحي الرئيسية في المنطقة هي حديقة صباح الزراعية (محطة لاغود سيبرانغ للبحوث الزراعية) ومركز Tenom Orchid ومركز موروت الثقافي. تشتهر المدينة أيضًا في صناعة السياحة بركوب المياه البيضاء على نهر باداس ومصنع القهوة. محطة سكة حديد تينوم هي المحطة النهائية لخط سكة حديد صباح، الذي ينبع من تانجونج أرو.

## معرض الصور

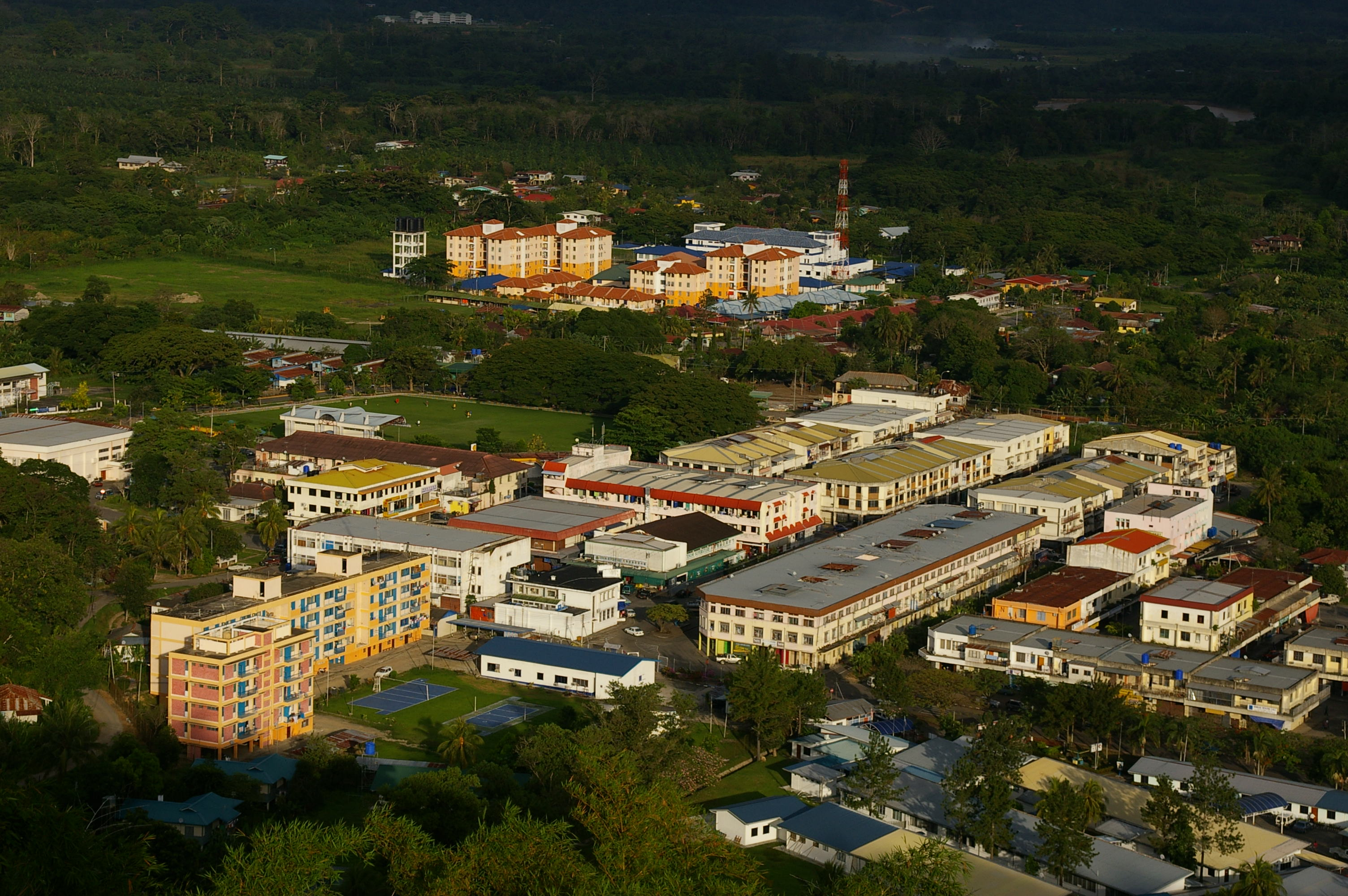
بانوراما تينوم في 2006.
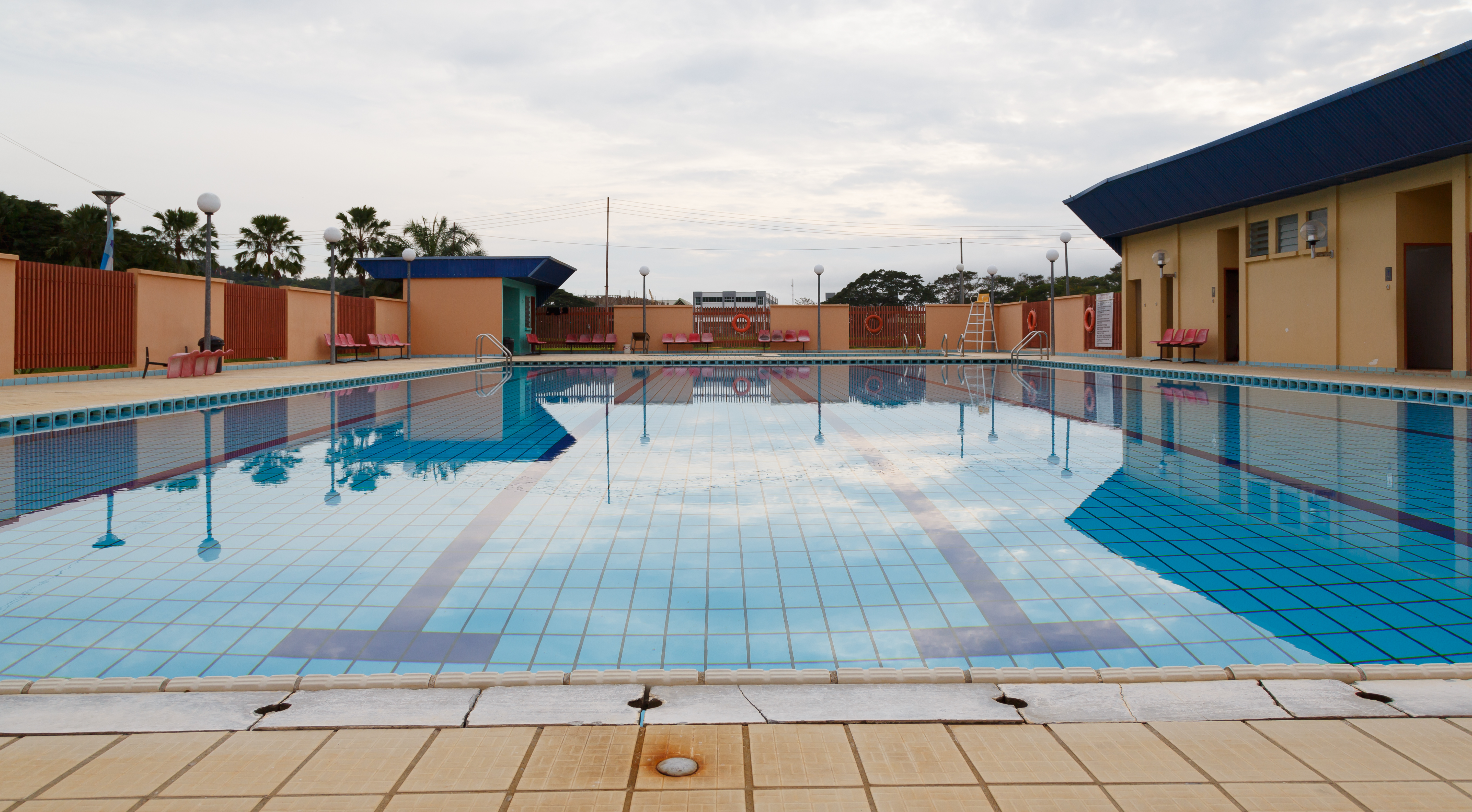
حمام سباحة في تينوم.